# 중 (후한)
중(仲, 197년 ~ 199년 음력 6월)은 중국 후한 말기의 군벌 원술이 창건한 왕조로, 수도는 회남윤 수춘현(壽春縣)이다. 흔히 나관중의 소설 《삼국지연의》의 기록인 성(成)으로 알려져 있으나, 이는 잘못이다.

## 연혁

### 관료의 반대
흥평 2년(195년) 겨울, 회남(淮南) 일대를 장악한 원술은 황제를 참칭하려 하였으나 주부(注簿) 염상이 이에 반대하자 실행으로 옮기지 않았다.

### 건국
건안 2년(197년) 봄, 하내 사람 장형(張炯)이 부명(符命)을 알리자 전국옥새를 가지고 있던 원술은 오행과 참문에 따라 황제를 자칭하며 국호를 중(仲)이라 하였다. 이후 구강태수를 회남윤(淮南尹)에, 교유와 장훈을 대장군에 임명하였다. 또한 공경과 관직을 설치하고, 봄에는 성의 북쪽 교외에서, 겨울에는 성의 남쪽 교외에서 제사를 지냈다. 한편 후궁 수백 명에게 화려한 옷을 입히는 등 사치가 극심하였고, 때문에 백성들은 굶주림으로 서로 잡아먹는 지경에까지 이르렀다.

### 멸망
같은 해 9월, 원술은 교유·장훈과 함께 진국을 점령하고 진왕 유총을 죽여 세력을 넓혔다. 그러나 조조의 공격을 받아 크게 패하였고, 옛 부하인 진란과 뇌박에게 의탁하고자 하였으나 거절당하였다. 이에 종형 원소에게 제호를 바치는 서신을 보내어 황제를 칭할 것을 종용하였는데, 원소는 아무런 답장을 보내지 않았으나 속으로는 이를 옳게 여겼다.
곧바로 원술은 당질 원담이 다스리는 청주로 향하였으나, 유비에게 저지당하여 가지 못하였다. 수춘에서 80리 떨어진 강정(江亭)에 이르러 식량을 확인해 보니, 보리 부스러기만 30곡 정도 남아있을 뿐이었다. 날이 몹시 더워 꿀물을 마시려 하였는데, 꿀 또한 없었다. 원술은 난간에 걸터앉아 탄식하며 말하였다.
| “ | 나 원술이 이 지경에 이르렀단 말인가! | ” |

이윽고 원술은 수레 바닥에 엎드려, 피를 한 말가량 토하고 죽었다.

### 멸망 후의 황실
원술이 숨을 거둔 후, 종제 원윤은 일족들을 이끌고 환성(皖城)을 지키고 있던 원술의 옛 부하인 여강태수 유훈에게 의탁하였다. 이후 유훈이 출진하여 성을 비운 사이 손책이 환성을 공격하여 빼앗았고, 원씨 가문 사람들은 포로가 되어 손책에게 끌려갔다. 원술의 아들 원요는 훗날 동오에서 낭중령을 지냈으며, 원술의 딸은 대제 손권의 후궁이 되었다.

## 군사
삼국지연의에서는 중나라의 병력이 약 70만이라고 기록한다. 허나 당연히 이것은 허구일테고 진수의 삼국지에는 중나라의 병력을 구체적으로 기록하진 않는다. 장훈, 교유 두 사람을 대장군으로 두고 있으며 그 이외에 양봉, 한섬 등의 유능한 무관들이 중나라를 지키고 있었다. 훗날 조조가 수춘성으로 진격하여 중나라는 크게 망한다. 교유, 장훈, 양봉, 한섬 등의 명장들은 대부분 수춘성이 아닌 다른 지역에 파견되어있었기 때문이다. 원술은 친위대와 수춘성을 지키는 일부 병력으로만 조조와 맞서고자 했지만 결국 후퇴하고 죽게 된다.

## 인물
- 교유
- 양봉
- 양홍
- 염상
- 원요
- 원윤
- 장훈
- 한섬
- 한윤
- 황의

## 역대 황제
| 대수 | 시호 | 휘     | 재위          | 비고 |
| ---- | ---- | ------ | ------------- | ---- |
| 1    | -    | 술(術) | 197년 ~ 199년 | -    |